# Liste der Einträge im National Register of Historic Places im Cottle County
Die Liste der Registered Historic Places im Cottle County führt alle Bauwerke und historischen Stätten im texanischen Cottle County auf, die in das National Register of Historic Places aufgenommen wurden.

## Aktuelle Einträge
| 1 | Cottle County Courthouse Historic District |  | 10. Sep. 2004 | grob eingegrenzt durch N. 7th, N. 10th, Garrett and Easly Sts. | Paducah |